# 윌리엄 데스먼드 테일러
윌리엄 데스먼드 테일러(영어: William Desmond Taylor, 1872년 4월 26일 ~ 1922년 2월 1일)는 아일랜드 태생의 미국의 영화감독, 배우이다. 1913년부터 1915년까지 무성 영화 27편에 출연했고 1914년부터 1922년까지 59편의 무성 영화의 감독을 맡았다. 그는 1910년대부터 1920년대 초의 할리우드 영화 산업에서 가장 인기있던 인사 중 한 사람이었다.

## 출연 작품
- 허클베리 핀 (1920)
- 허크와 톰 (1918)
- 톰 소여(영어판) (1917)